# Falsoipothalia elegans
Falsoipothalia elegans är en skalbaggsart som först beskrevs av Fisher 1935.  Falsoipothalia elegans ingår i släktet Falsoipothalia och familjen långhorningar.
Artens utbredningsområde är Laos. Inga underarter finns listade i Catalogue of Life.